# Max Lavigne
Pour les articles homonymes, voir Lavigne.
Max Lavigne (né le 22 décembre 1922 à Vĩnh Yên (Protectorat français du Tonkin) et mort le 11 décembre 2008 à Paris) est un haut fonctionnaire français.

## Biographie
Né en 1922 dans l'actuel Viêt Nam où il passe toute sa jeunesse, fils d'un administrateur des services civils de l’Indochine, il vient en métropole n 1946 pour y achever ses études (Sciences Po Paris puis l'École nationale de la France d'outre-mer).

### Parcours dans l'administration centrale et la préfectorale
Commençant sa carrière comme administrateur civil de la France d'Outremer (Niger, République centrafricaine), il intègre ensuite la préfectorale, devient sous-préfet de Vendôme en 1962 puis membre de divers cabinets ministériels (Yvon Bourges, Suzanne Ploux, Olivier Stirn) en tant que chef puis directeur de cabinet.
Il est nommé préfet de la Haute-Loire en 1975, puis préfet des Ardennes en 1979. En 1981, l'arrivée de la gauche au pouvoir se traduit par un mouvement préfectoral d'ampleur en 1981 et 1982. « Les préfets eux-mêmes ont fait savoir qu’ils étaient prêts à servir le nouveau pouvoir mais qu’il était impératif de les changer de départements car ils ne pouvaient pas expliquer, le lendemain, la politique contraire à celle qu’ils défendaient la veille. De fait, a été opéré un vaste mouvement préfectoral dans un esprit de consensus. Très rares furent les préfets qui refusèrent de servir », dixit Jean-Claude Colliard. 
Avant de quitter les Ardennes, Max Lavigne s'emploie à la mise en place de la loi Defferre promulguée le 2 mars 1982 par le gouvernement de Pierre Mauroy, l'acte I de la décentralisation en France. Dès le 23 mars 1982, une convention de mise à disposition des fonctionnaires et de répartition des moyens est signée entre le préfet et le président de ce département.
Il devient préfet du Haut-Rhin en 1982 et enfin de l'Essonne en 1985, département dans lequel il termine sa carrière de représentant de l'État et du gouvernement en 1987. Il est en effet admis à faire valoir ses droits à la retraite en 1987.
Après cette date, il continue une activité professionnelle comme conseiller auprès du président de l’Union des groupements d'achats publics (UGAP) de 1987 à 1995. Très attaché au Gâtinais, il publie en 1996 un ouvrage Chantecoq, de la cité royale à la commune républicaine. C'est à Paris, où il réside, qu'il meurt le 11 décembre 2008.

## Publications
- 1996 : Chantecoq: De la cité royale à la commune républicaine, 228 pages, Éditions du Pont-Médicis •  (ISBN 978-2-74440-000-1)

## Récompenses et distinctions

### Décorations
- Chevalier de la Légion d'honneur
- Officier de l'ordre national du Mérite
- Officier de l'ordre des Palmes académiques
- Chevalier de l'ordre du Mérite agricole